# Tom Douglas
Thomas Stevenson Douglas (Atlanta, Geórgia, 27 de janeiro de 1953) é um compositor norte-americano de música country. Como reconhecimento, foi nomeado ao Oscar 2011 na categoria de Melhor Canção Original por "Coming Home" do filme Country Strong.